# Tîmofiivka, Ivanivka
Tîmofiivka (în ucraineană Тимофіївка) este un sat în comuna Blahodatne din raionul Ivanivka, regiunea Herson, Ucraina.

## Demografie
Componența lingvistică a localității Tîmofiivka
     Ucraineană (85,71%)
     Rusă (11,73%)
Conform recensământului din 2001, majoritatea populației localității Tîmofiivka era vorbitoare de ucraineană (85,71%), existând în minoritate și vorbitori de rusă (11,73%).